# 高校三原則
高校三原則（こうこうさんげんそく）は、第二次世界大戦終戦後の学制改革で実施された、新制高等学校教育の「小学区制・総合制・男女共学」の3つの原則を指す。

## 内容
小学区制
地域制ともいう。通学区域をできるだけ小さくして、通学区域内の進学希望者はすべて地域の学校で無月謝で受け入れることを企図した制度。事実上の地元集中策である。
ただし当初から地域の実情を十分に反映していないため反発の起きた地域があり、また旧制の伝統校へ進学させるために、中学卒業前に子弟を伝統校が所在する学区の知人等へ寄留させ越境入学させるケースも後を絶たなかった。
小学区制が実現した地域はわずかで、多くは学区の中に複数の通学可能な高等学校を含む大学区制であった。法律で都道府県立高等学校は学区を定めなければならないとされたため、都道府県の中にいくつかの学区が設置された。ほとんどの都道府県では普通科のみの適応であった。専門学科や定時制・通信制高等学校については都道府県一学区がほとんどであった。商業科・機械科など複数設置してある学科のみ学区を設けている県があった。
同一の目的で小学区制にかわって、総合選抜制や学校群制度（東京都）などが導入されて、新設高等学校の育成、学校間格差の是正に一定の役割を果たした。現在は役割が終わったとして廃止されている（詳細は各項目参照）。
一方21世紀に入ってからは、学区を廃止して都府県内一学区とするところが増えている。
学費無料は実現しなかった。低所得者層などへの学費免除があるのみで、他は無利子の返還型奨学金が主体である。公的な教育ローンに過ぎないとの批判があり、また経済的理由で返済できないものが増えている。しかし、2010年度に公立高等学校の実質無料化が実現した。私立高等学校に通学する生徒も同等の補助が得られる。

総合制
この制度は、同一学校の中に普通科と専門学科など多様な課程・学科を併設し、他学科開講の科目の学習や生徒間の交流などの中で生徒の全面的な発達を企図したものである。
しかしこの制度はほとんど実現しなかった。当初は統合したものの程なく分裂して、旧制中学校・高等女学校を前身とする普通科高等学校と実業学校を前身とする専門学科高等学校に分かれた。後者は農業高等学校・工業高等学校・商業高等学校・水産高等学校となって中堅技術者（技能者）・社員・農業従事者を多く輩出した。
この制度が日本で定着しなかった理由は、元々アメリカの農村部における教育システムであったため、実情に合わなかったからである。都市部においては様々な学校から自由に生徒が学校を選択して進学する方がメリットが大きい。一方、農村部においては普通科と専門学科が併置された学校が多く、併置することで一定の学校規模を維持することに一役買っている。その後、これらの学校から総合学科へ改編される学校が出てきた。
男女共学
この改革は、旧制学校では男女別に進学できる上級学校に違いがあり、教育内容も大きく異なっていたことから、男女間の格差の是正を企図したものである。
この改革は国公立高等学校では概ね実現した。しかし、東日本の一部学校では男女別学が21世紀初頭まで残った（北関東の公立高等学校では依然として男女別学の学校が残っている）。男女共学・男女別学それぞれの良さがあるため、生徒は様々な選択肢の中から高等学校を選択することが可能であった。なお、私立高等学校については男女別学のままである方が多かったが、近年は男女共学へ転換する学校も現れている。

## 経緯
第二次世界大戦前の旧制学校は格差（複線）を前提としたシステムだった。戦後の学制改革では教育を受けたいと希望するすべての人に門戸を広げるための方策として、小学区制・総合制・男女共学の高校三原則に沿った新制高等学校の設置が進められた。これはアメリカの郊外と農村で発達した総合制の公立高校から考え出されたものであり、アメリカの高校は生徒が民主主義社会の市民としての役割を演じられることを教育目的としていた。
当時の行政側の意図は
「旧制の中等学校間にあったいわゆる格差を是正しその平準化を図ることと、小学校および中学校とともに高等学校をできるだけ地域学校化してその普及を図ろうとする考えによるものである。」
だったという。
なお、「高校三原則」という言葉をいつ誰が最初に使用したかについてははっきりしていない。
第二次世界大戦終結直後の日本はアメリカ式の高校を導入できるほどのゆとりはなく、高校の教室不足は深刻であった。乏しい財源も義務教育となった新制中学校に振り向けることが優先された。地方自治体は高校の教室不足の解決には入学試験による選抜が最善だと考え、入学試験を継続した。
その後、まず、産業界から職業教育の充実を求める意見が増えていったため、多くの地域で総合制の原則が崩れ、単独制職業高校の設置が後押しされ、総合制をやめて普通科もしくは専門学科単科の高等学校へと改編する例が顕著となった。さらに昭和30年代になると、受験競争の激化や高校の多様化、旧制中学の名門校復活要求や越境入学の激化などの要因により、小学区制の原則が多くの地域で崩れていき、多くの地域で普通科の学区拡大や専門学科の学区撤廃が図られた。男女共学については、西日本ではほぼ例外なく定着したが、東日本では一部の公立高校が男子高・女子高を維持し、また高等女学校を前身とする高校の多くで男子生徒がほとんど入学せず、「制度上は男女共学なのに在籍しているのは女子生徒だけ」という高校が各地に存在した。
1955年の学習指導要領では、科目選択制を改めて、就職コースと進学コースに分けたコース制が導入された。これは実質的な複線型教育体系の復活であり、旧制中学校のエリート教育を維持しようと努めていた全日制高校を支える基盤ともなった。
入学試験、学区の広域化、普通科と専門学科の分離が結果的に高校の序列化を進めていくこととなった。
私立学校は本原則の対象とならなかった。そのため、私立で男子校や女子校、中高一貫校ができることとなった。男女別学や中高一貫教育を望む家庭では公立を避けて子弟を私立校に進学させる傾向が強くなった。
なお、京都府では、蜷川虎三知事の強力なリーダーシップのもと、1978年の蜷川の引退まで高校三原則は堅持された。そのため「通学圏制」を採用して事実上の学区制度・地元集中を維持する方針を採った。しかしこれが仇となり、京都府内では公立高において突出した難関校が京都市立堀川高等学校程度しか存在しておらず、府立に至っては47都道府県で唯一、1校たりとも難関校・進学校が存在しない状況となった故に、存在中学生の成績上位の生徒の私立校への流出が続いた。ただし、1つの高校からは少数ではあるが、多くの公立高校から幅広く合格者が出る結果を生んだ側面もあり、京都府内の公立高校全体で見ると実際には公立高校からの京都大学への進学率は通学圏制のもとでも大きく低下していたわけではなかった。なお、京都府立の高等学校が難関校・進学校を設置するようになったのは蜷川退任後7年後に当時の木津町に開校した京都府立南陽高等学校が史上初である。